# Semiothisa madopata
Semiothisa madopata är en fjärilsart som beskrevs av Achille Guenée 1858. Semiothisa madopata ingår i släktet Semiothisa och familjen mätare. Inga underarter finns listade i Catalogue of Life.